# 馬赫迪國
馬赫迪國（阿拉伯語：الدولة المهدية）是一個由穆罕默德·艾哈邁德·本·阿卜杜拉於1885年在蘇丹建立的國家，由於其領土涵蓋大部分蘇丹地區，因此又稱馬赫迪蘇丹（英語：Mahdist Sudan）。
1881年時，穆罕默德·艾哈邁德·本·阿卜杜拉發起反對統治蘇丹地區的埃及赫迪夫國，馬赫迪戰爭爆發，歷經了四年的戰爭，馬赫迪國控制了大部分的蘇丹領土。1884年，穆罕默德·艾哈邁德自稱伊瑪目馬赫迪，定都恩圖曼，並持續反抗聯合王國與埃及赫迪夫國的殖民統治。1898年，馬赫迪國戰敗，並於1899年1月與聯合王國與埃及赫迪夫國簽署《共管蘇丹協定》，蘇丹成為英屬埃及共管蘇丹，馬赫迪國滅亡。